# Kathedrale von Perpignan

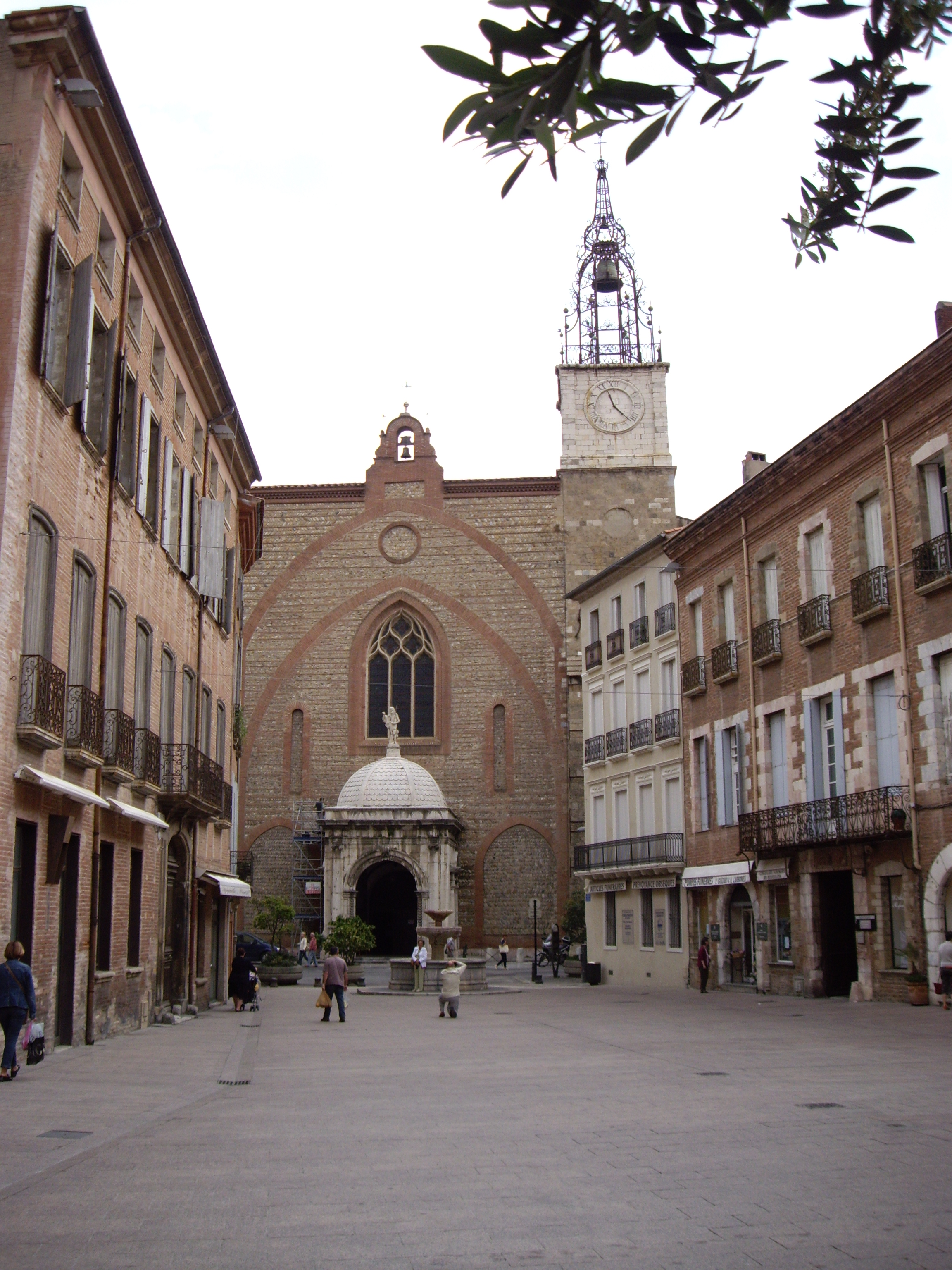
Kathedrale von Perpignan

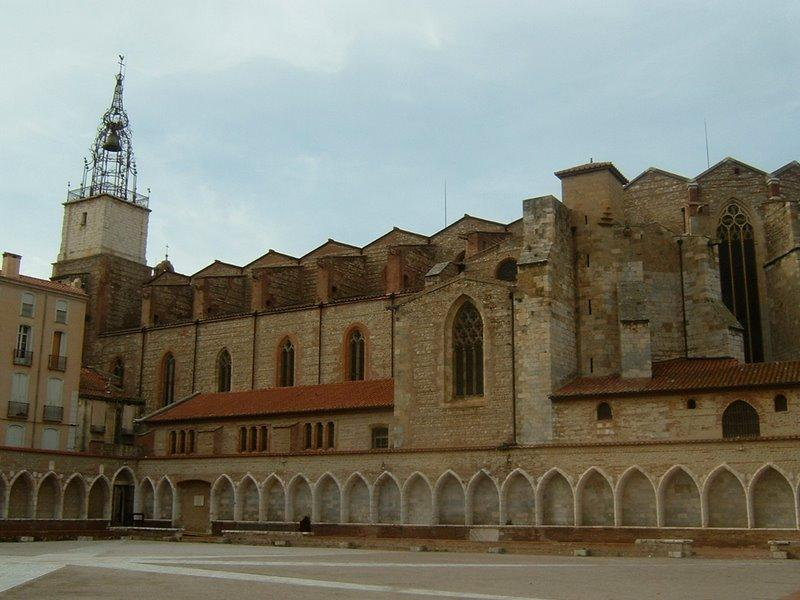
Seitenansicht, im Vordergrund der Campo Santo genannte Friedhofskreuzgang

Die Kathedrale Saint-Jean-Baptiste (katalanisch: Catedral Sant Joan Baptista, deutsch: Johannes-der-Täufer-Kathedrale) ist ein römisch-katholisches Kirchengebäude im französischen Perpignan und Kathedrale des Bistums Perpignan-Elne.

## Geschichte
Das Kirchengebäude wurde ab dem Jahr 1324 im gotischen Stil errichtet. Die Bauarbeiten stockten aber im Laufe des 14. Jahrhunderts und kamen infolge der Pestwellen in Europa zum Erliegen. Erst im Jahr 1433 wurde der Bau wiederaufgenommen, und erst Anfang des 16. Jahrhunderts vollendet. Doch bereits im Jahr 1453 wurde die erste Messe in der Kirche gelesen; eingeweiht wurde sie am 16. Mai 1509. Knapp hundert Jahre später (1601) wurde die Kirche zur Kathedrale erhoben. 1875 erhielt sie durch Papst Pius IX. zusätzlich den Titel einer Basilica minor.
Das Kirchenschiff ist ca. 80 m lang, 18 m breit und 22 m hoch. Die eher einfachen vierteiligen Gewölbe ruhen auf den Pfeilervorlagen der Seitenkapellen.
Angegliedert ist der alte Friedhof, der wie die Kirche kostenlos zugänglich ist. Es handelt sich dabei um einen einzigartigen Friedhofskreuzgang, nach der Renovierung Campo Santo genannt: In den Nischen wurden Tote bestattet; besonders reiche oder angesehene Bürger wurden mit Wappenschildern oder Grabsteinen zwischen den Bögen verewigt. Vormals wurde der Kreuzgang durch eine hölzerne Konstruktion überdacht, die nicht erhalten ist. Die im Nordosten gelegene kleine Grabkapelle ist dem Evangelisten Johannes gewidmet.

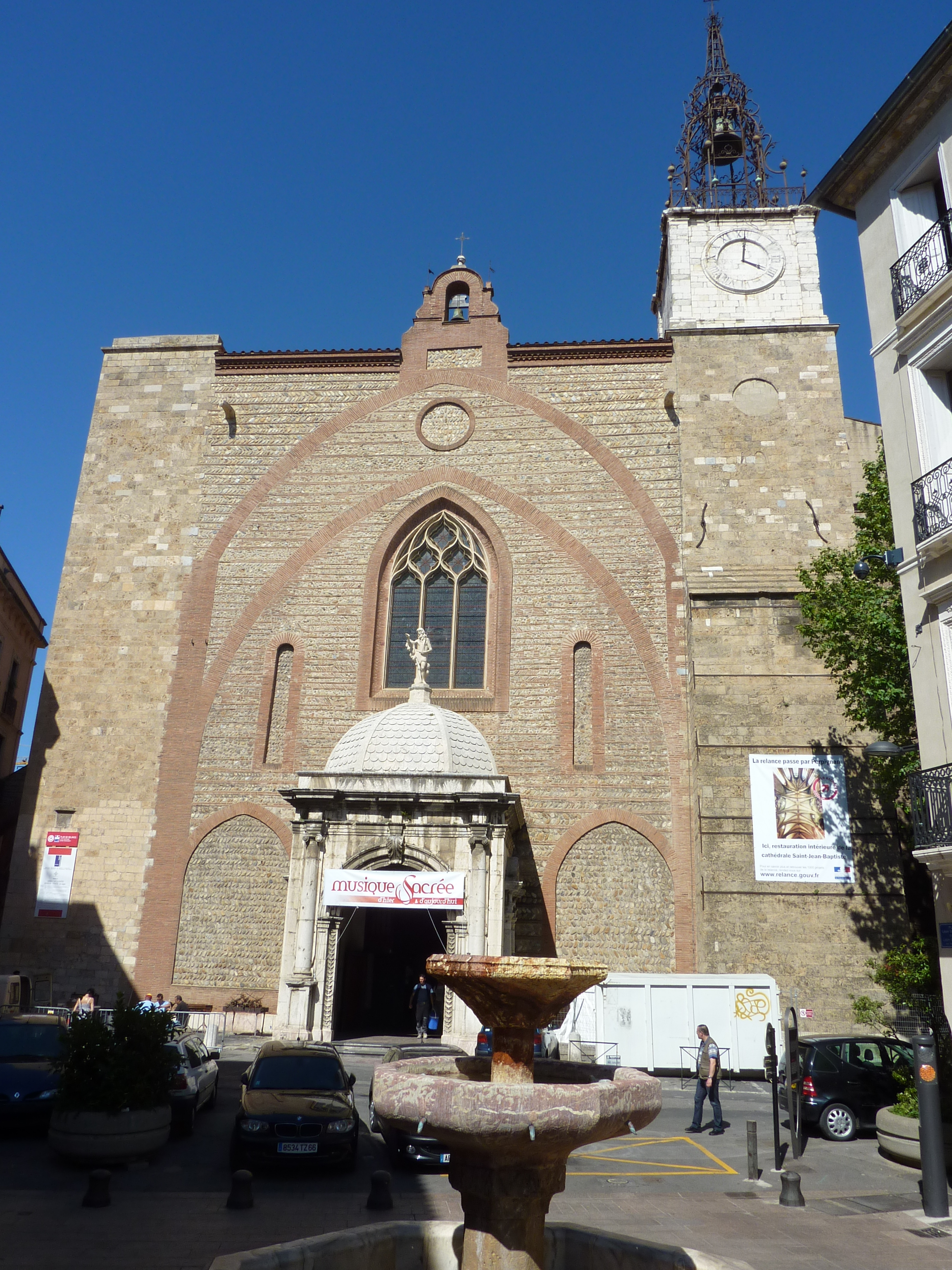
Eingangsbereich
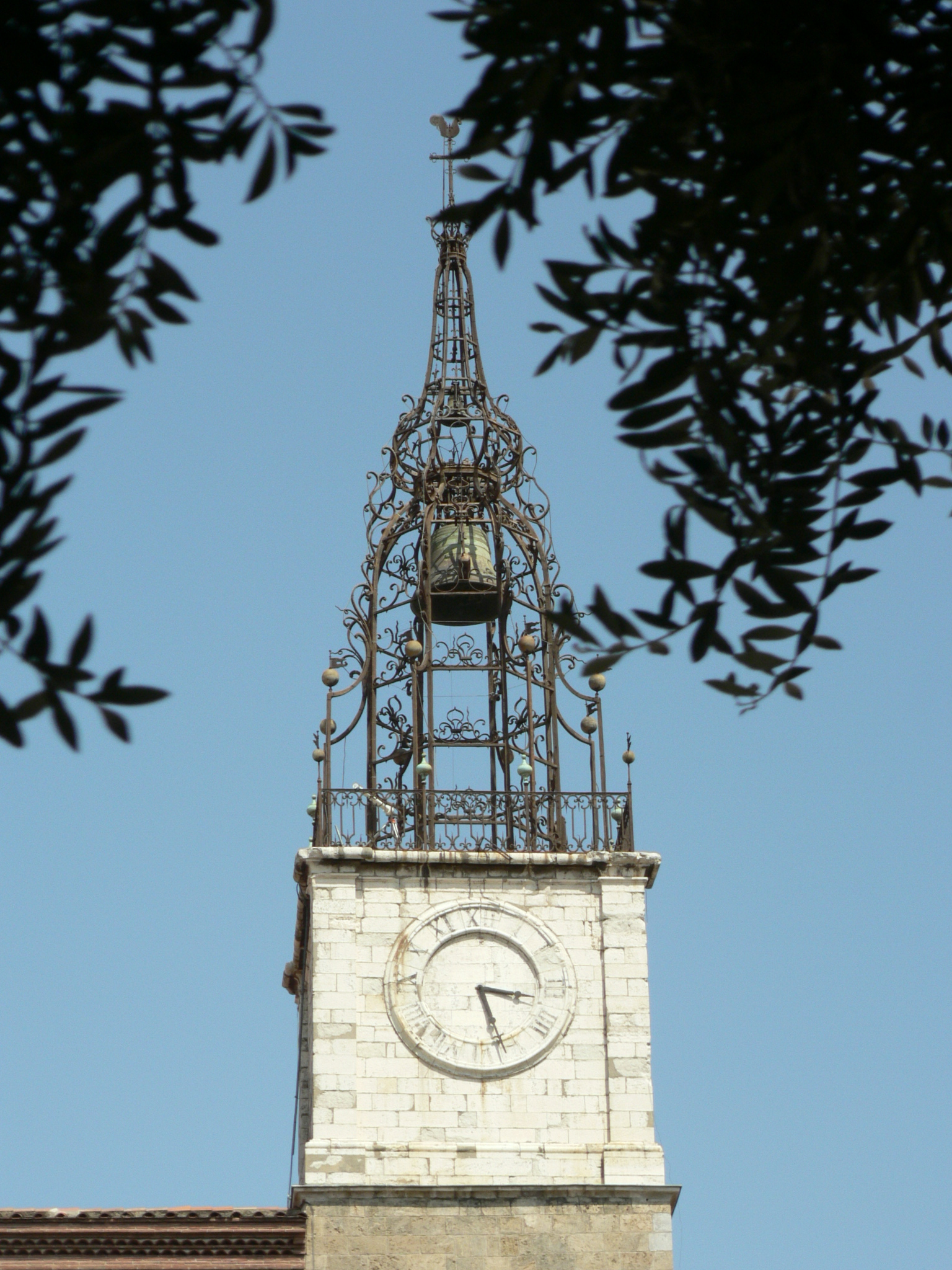
Turm mit Glockenkäfig
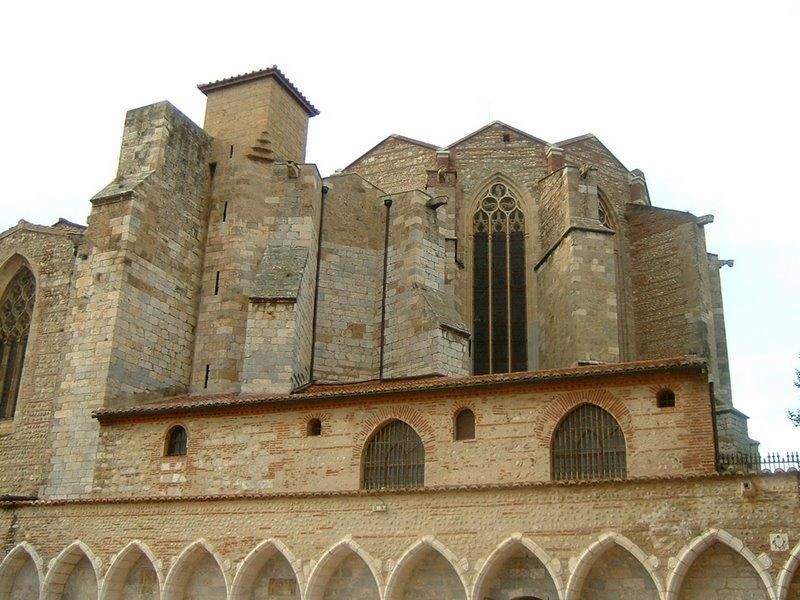
Chor
Grabplatten und Wappenschilder zwischen den Bögen der Nischen im Kreuzwegfriedhof
Beleuchtete Nischen des Campo Santo mit der Fassade der Friedhofskapelle
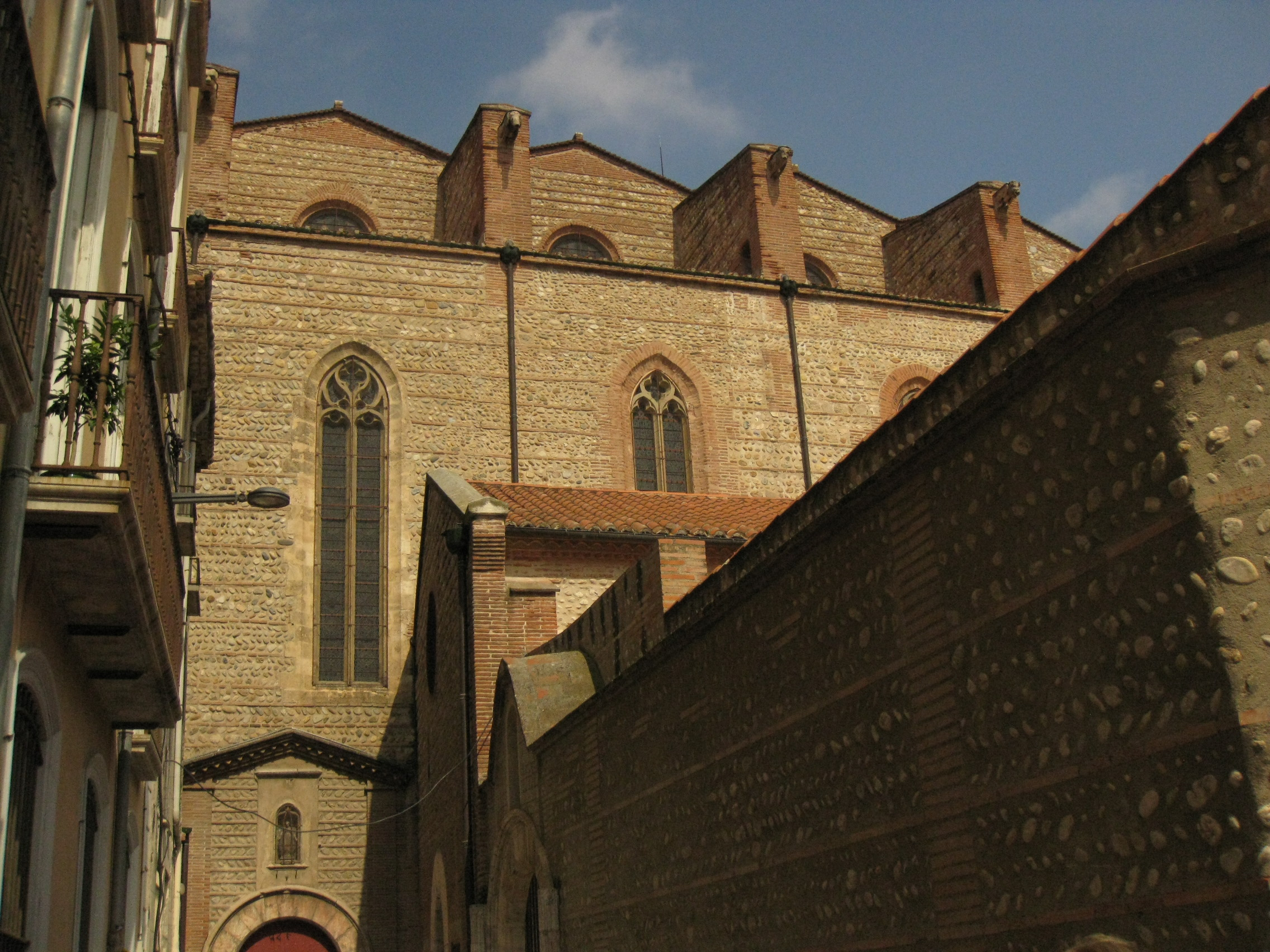
Kathedrale im Stadtensemble

## Innenraum und Ausstattung

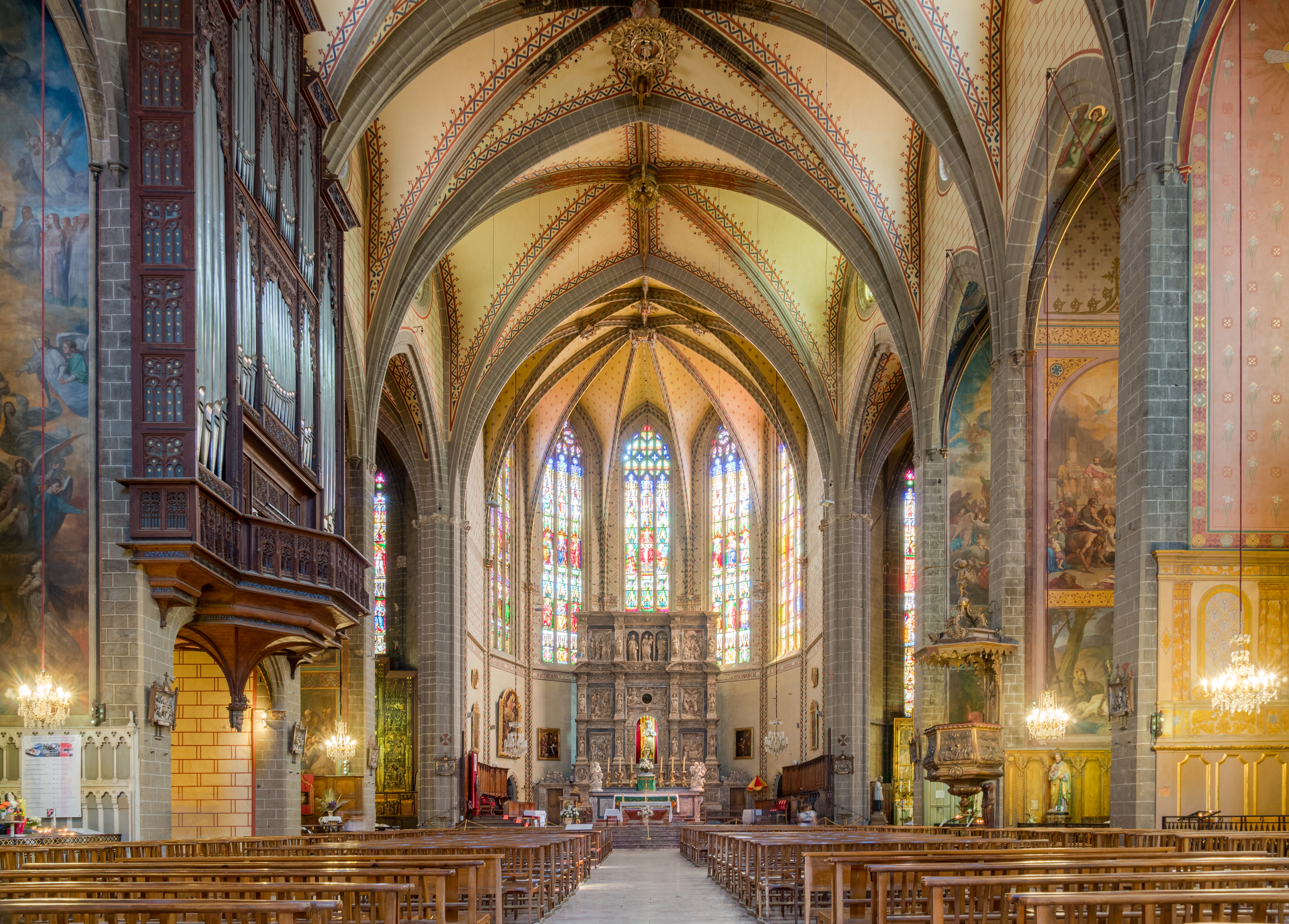
Blick durch das Kirchenschiff auf den Altarraum

Die reichhaltige Ausstattung stammt aus den Jahrhunderten seit Baubeginn. Sehr deutlich sind die Einflüsse der unterschiedlichen Stilepochen (Gotik, Renaissance, Barock, Neugotik). Beachtenswert ist insbesondere das marmorne Taufbecken aus dem 11. Jahrhundert. Die Fenster stammen überwiegend aus dem 19. Jahrhundert.

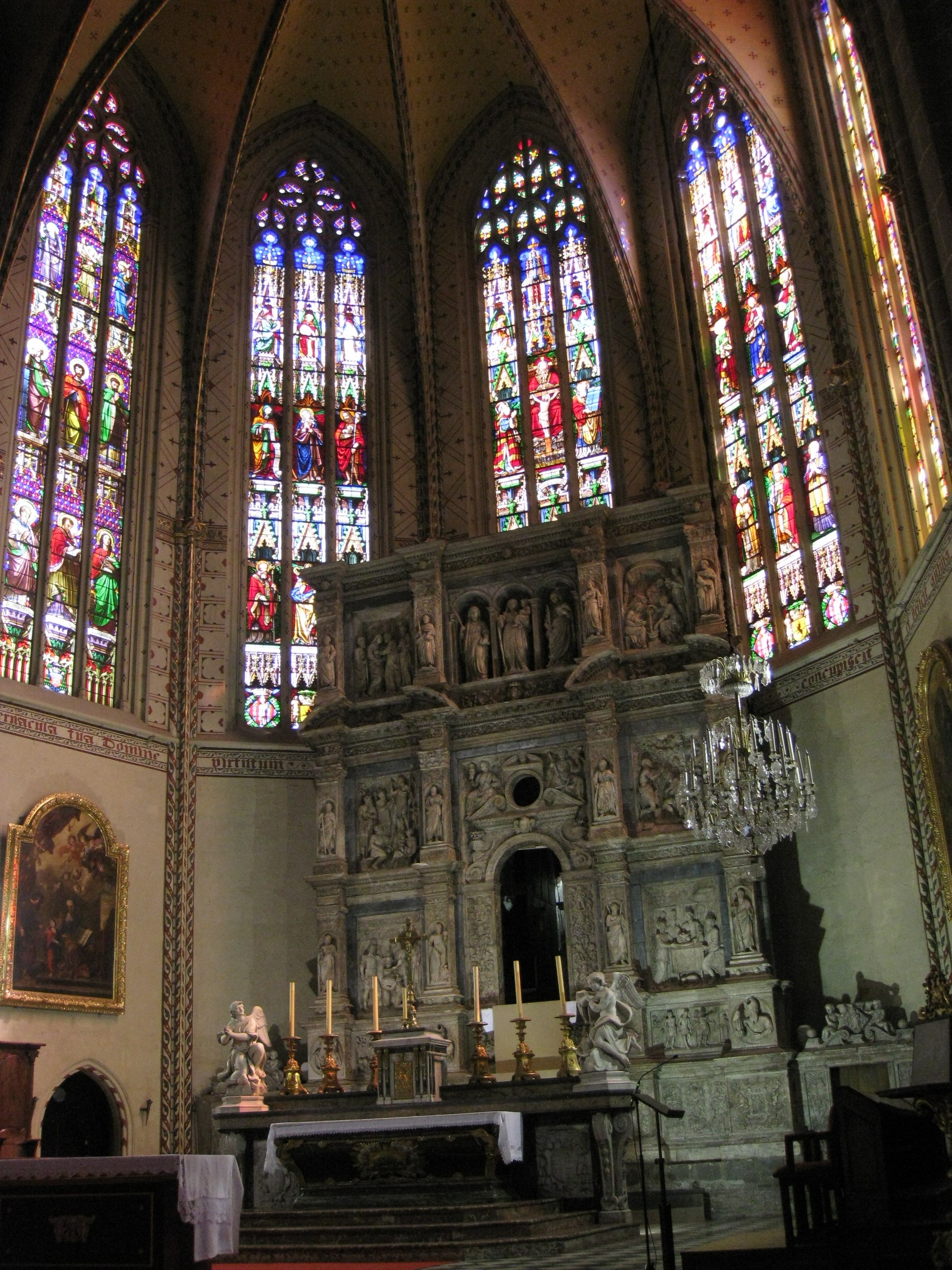
Hauptaltar
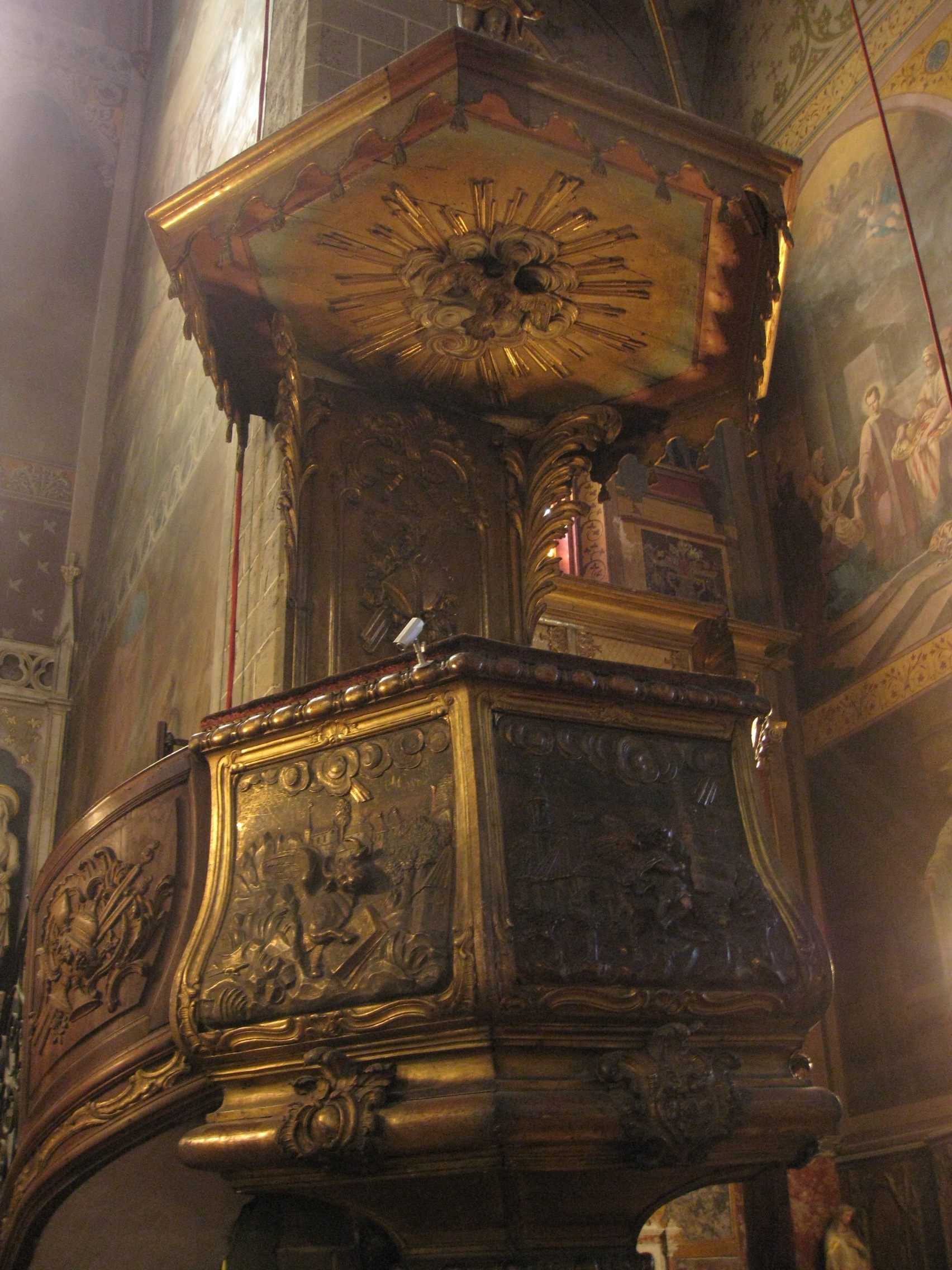
Kanzel
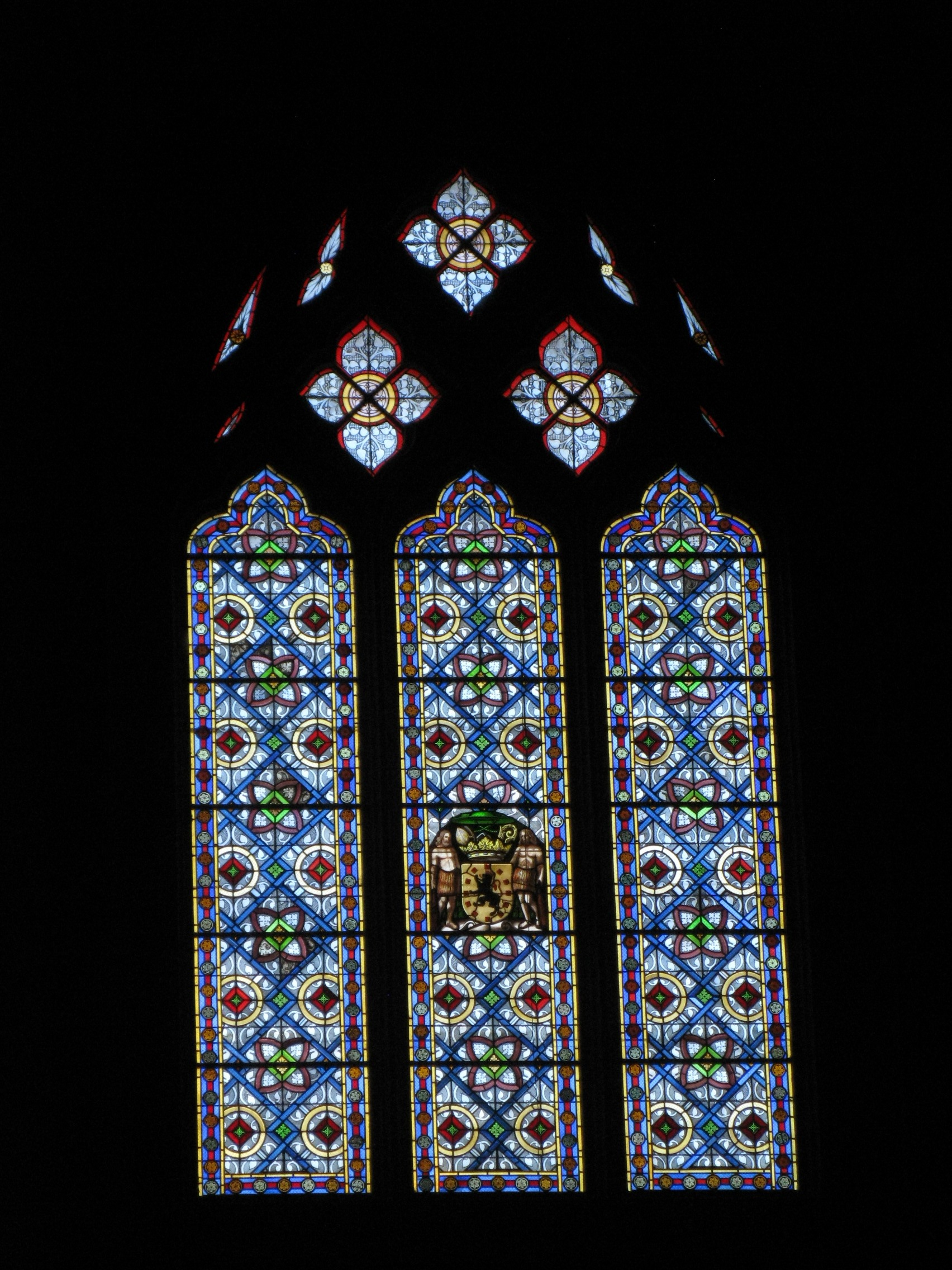
Fenster
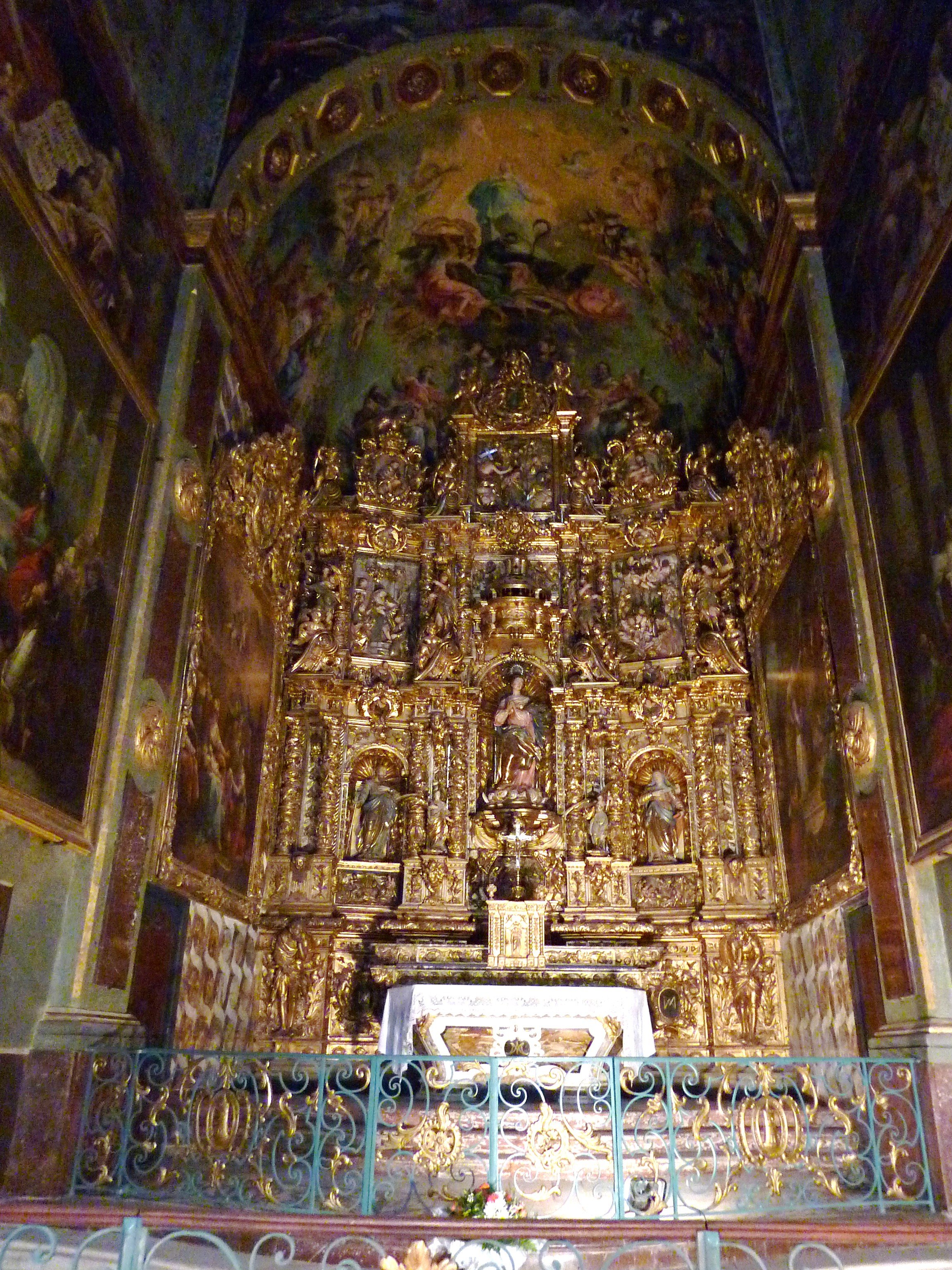
Altarretabel aus dem 16. Jahrhundert
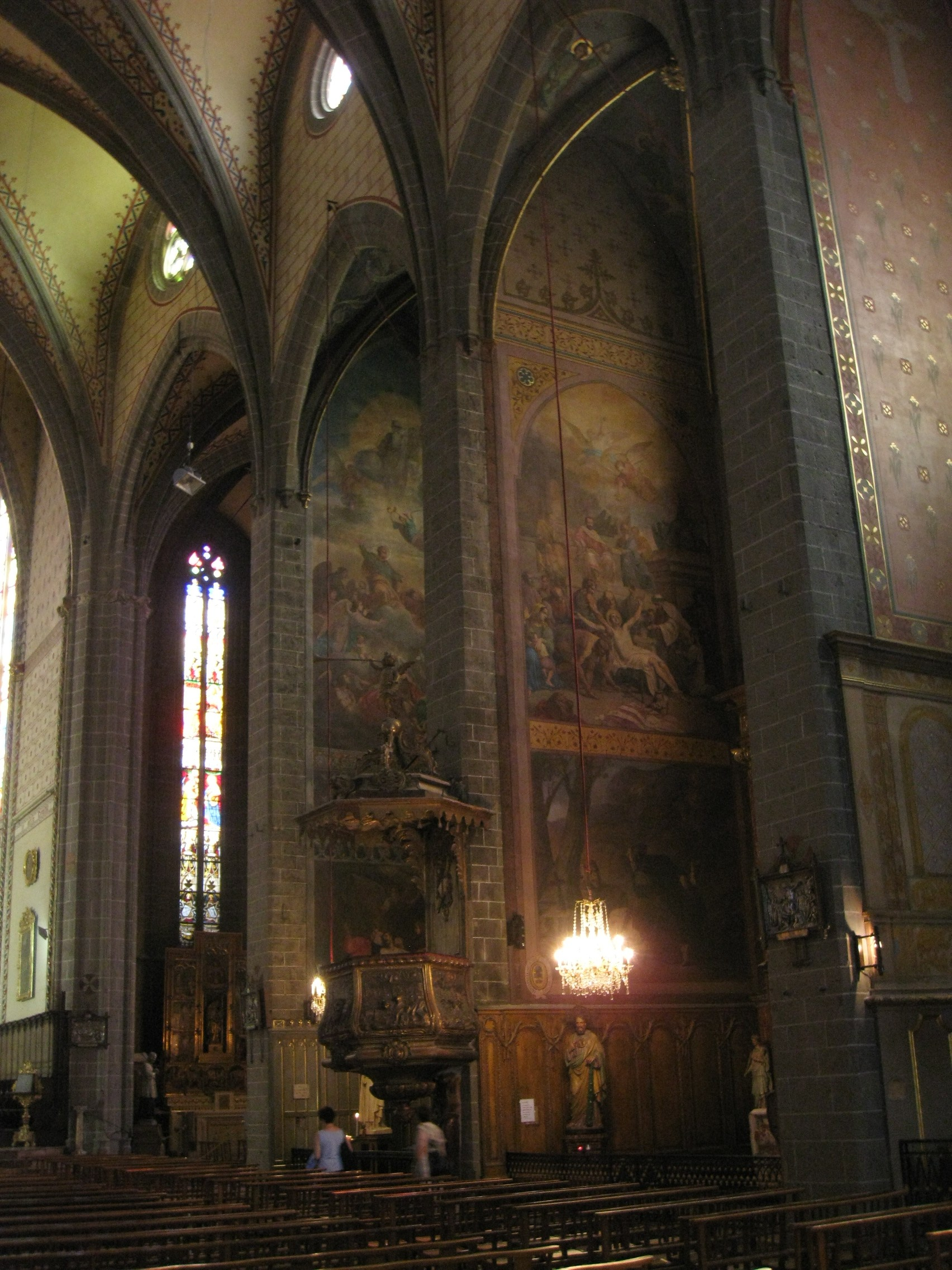
Blick in die Seitenkapellen
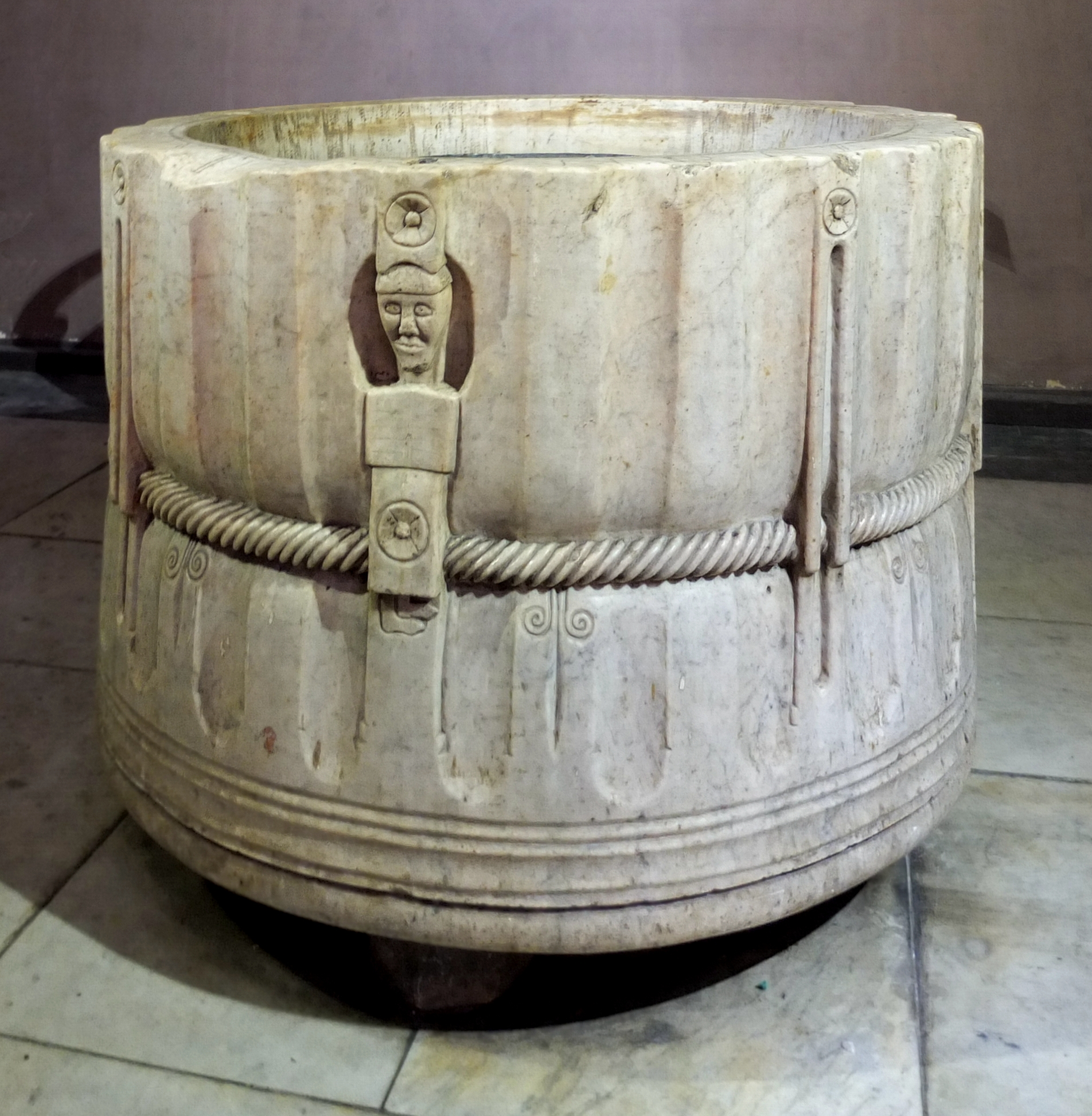
Taufbecken (11. Jh.)
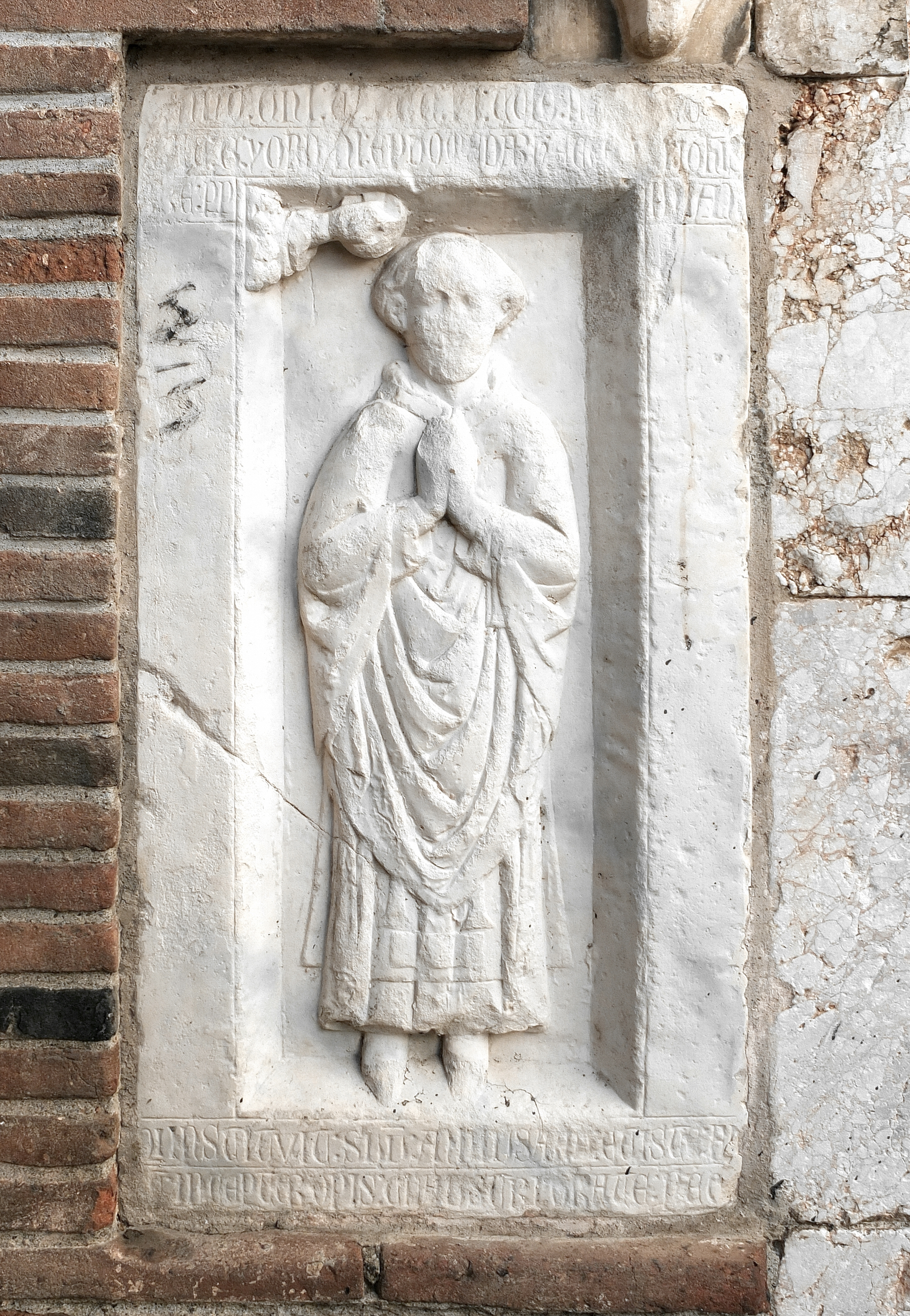
Grabstein für G. Jorda (+ 1302)
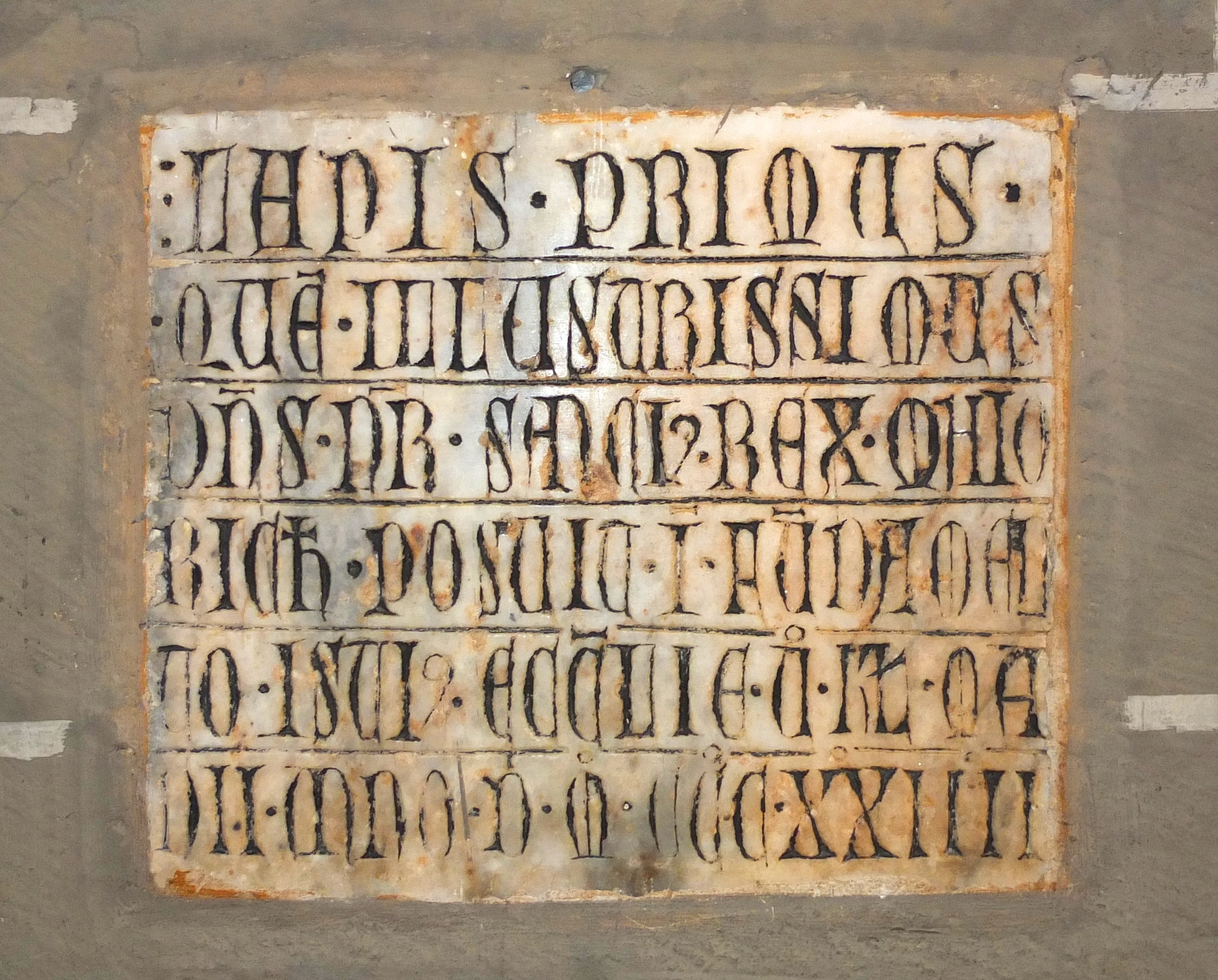
Erste Bauinschrift „LAPIS PRIMUS“ (1324)
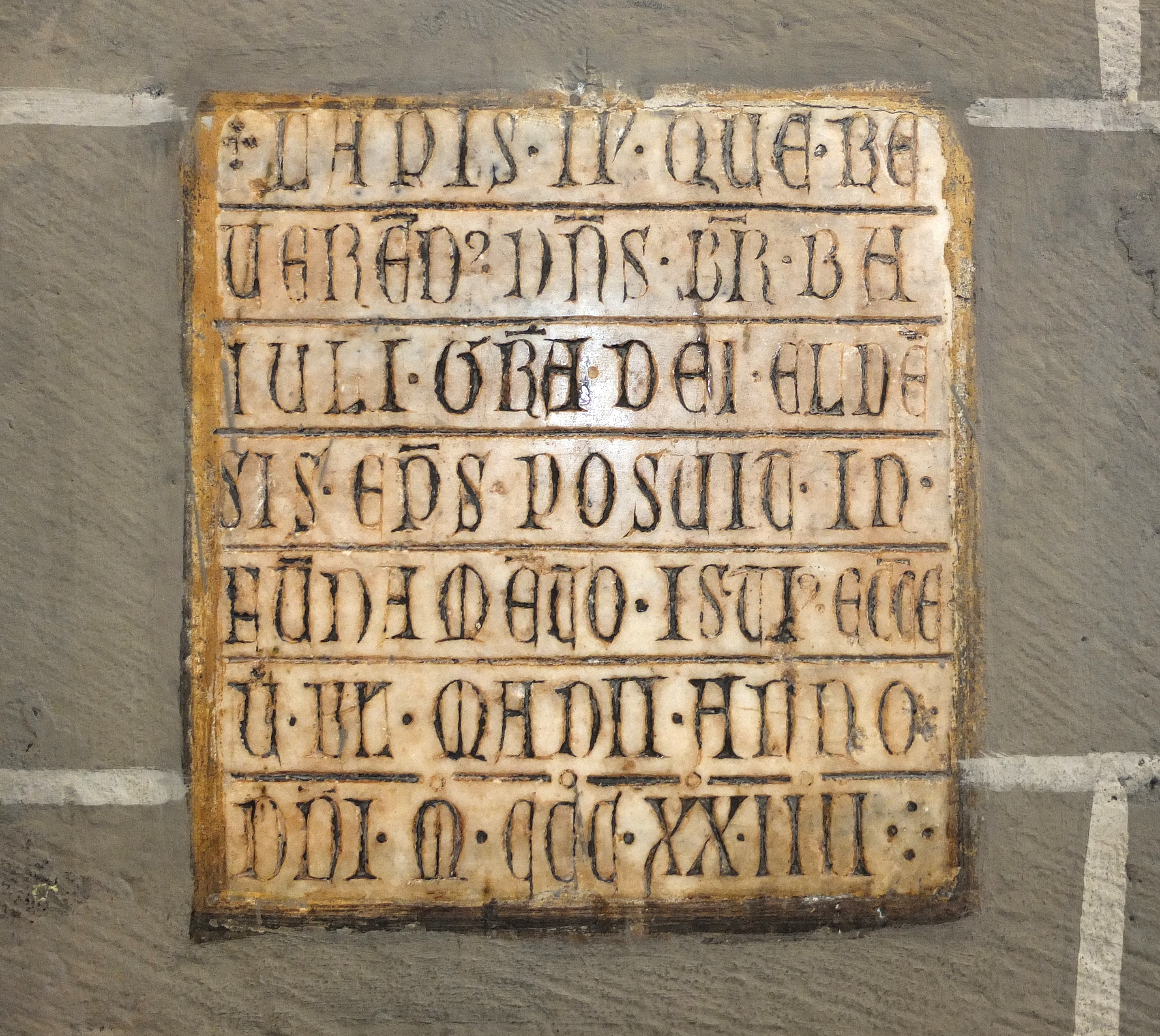
Zweite Bauinschrift „LAPIS II“ (1324)
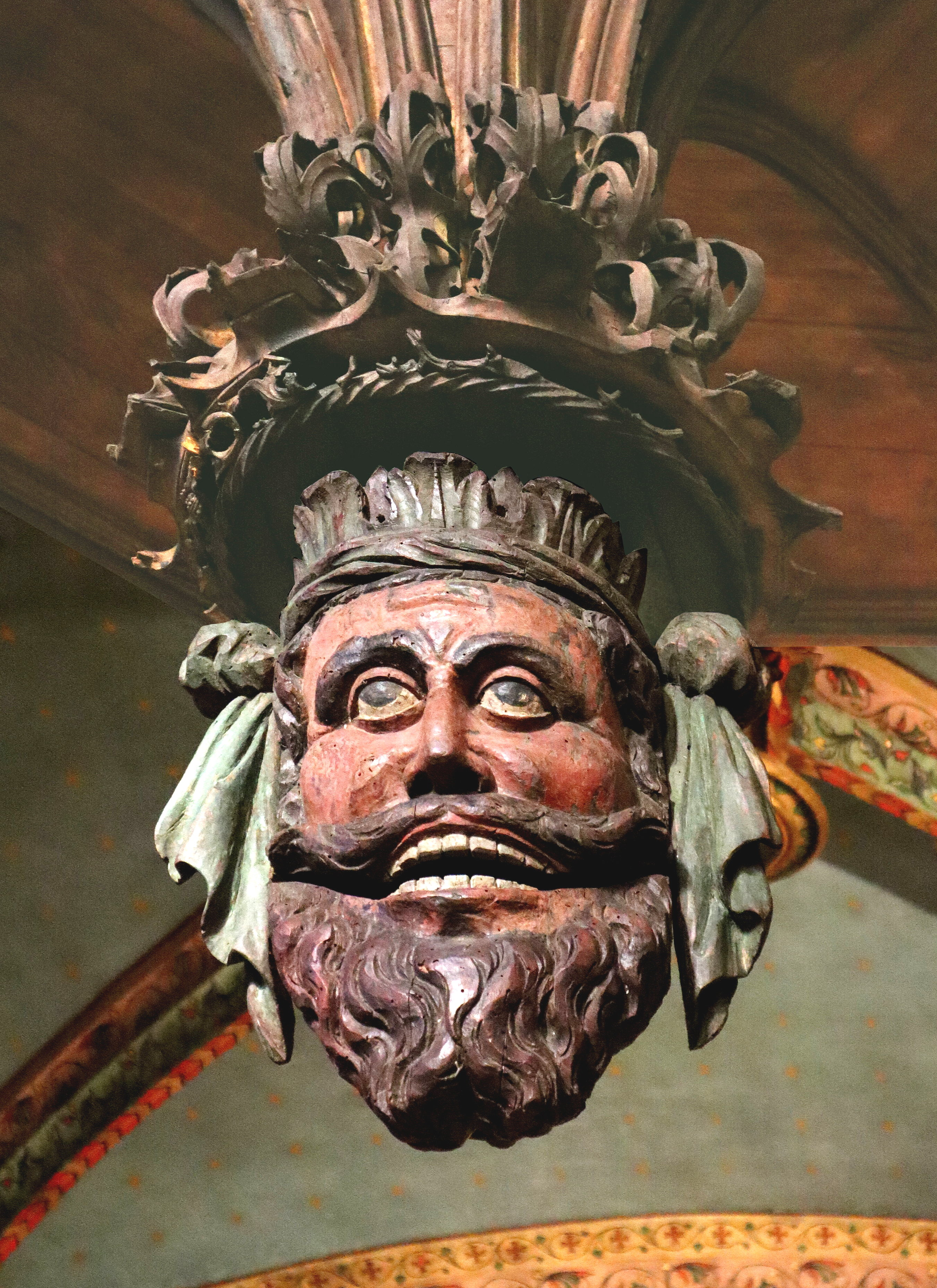
Skulptur „Kopf eines Mauren“ als Abhängling der Orgel

## Orgel

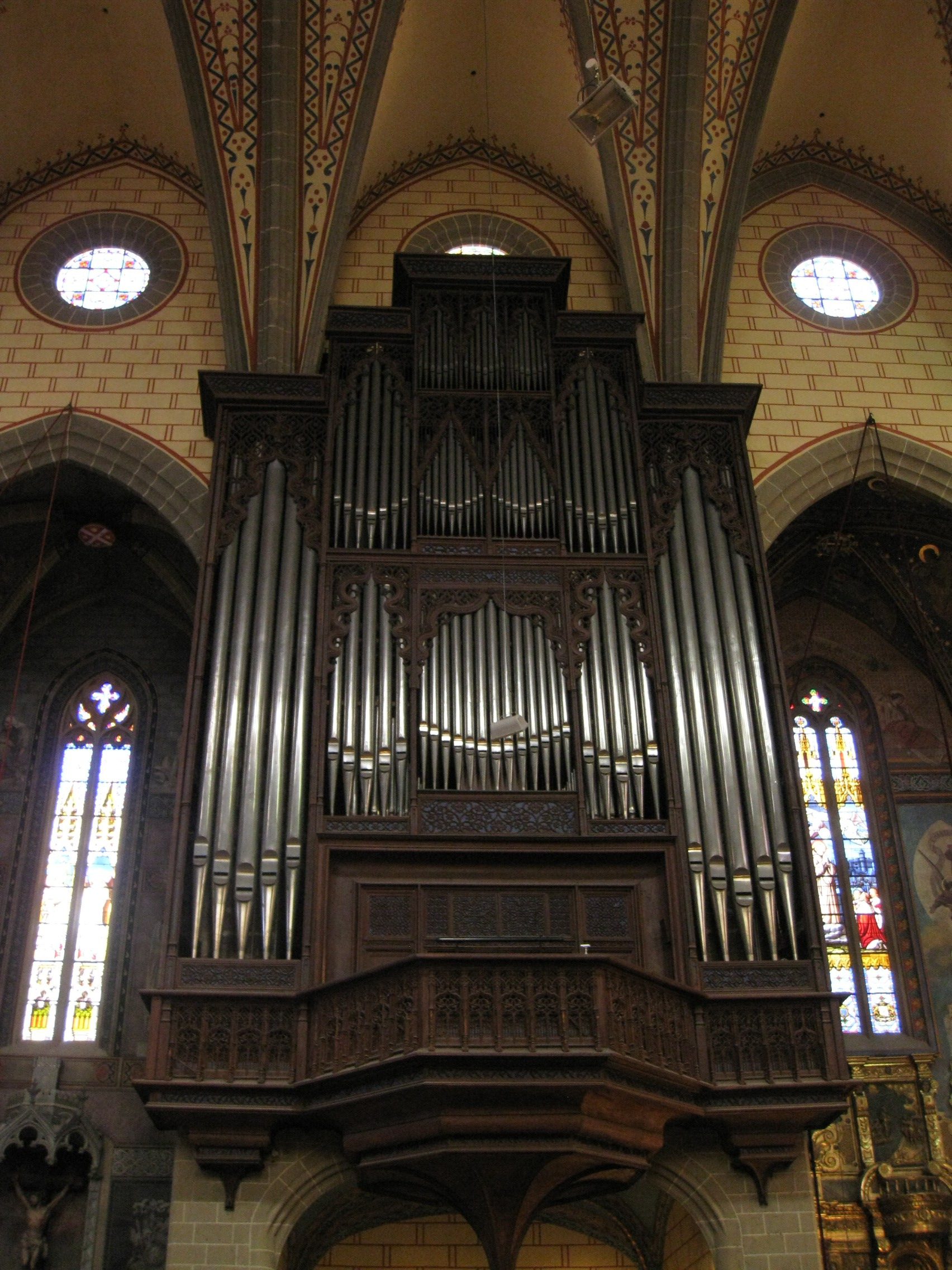
Blick auf das Orgelgehäuse

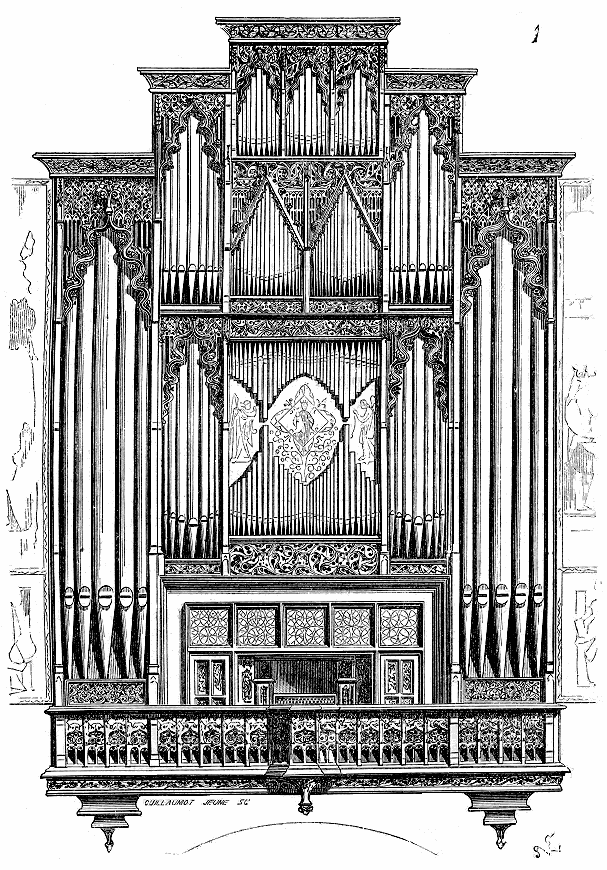
Orgelprospekt – Skizze

Die Kathedrale beherbergt eine Orgel, deren Ursprünge wohl im 15. Jahrhundert liegen, und die im Laufe der Jahrhunderte weiter gewachsen ist. Maßgeblich beteiligt an dem heutigen Instrument war der Orgelbauer Aristide Cavaillé-Coll.
Die erste Orgel wurde wohl im 15. Jahrhundert errichtet. Das Instrument hatte 21 Register auf zwei Manualen und Pedal. Das Baudatum und der Erbauer sind unbekannt. Erhalten ist von diesem Instrument das imposante Orgelgehäuse, welches 19,75 m hoch und 8,8 m breit ist.
Im Laufe der Jahrhunderte wurde das Instrument mehrfach verändert, ergänzt, umgebaut und die Disposition erweitert. 1550 wurde ein Rückpositiv hinzugefügt, das allerdings im 19. Jahrhundert von Cavaillé-Coll wieder entfernt wurde. In den Jahren 1685–1688 baute der Orgelbauer Jean de Joyeuse ein neues Orgelwerk ein; es hatte 28 Register auf drei Manualen und Pedal. Einen wesentlichen Einschnitt erfuhr das Instrument, als es 1844 durch den Orgelbauer Larroque reorganisiert und auf 50 Register auf drei Manualen und Pedal erweitert wurde. Bereits im Jahre 1854 erhielt Aristide Cavaillé-Coll den Auftrag, ein neues Orgelwerk mit 58 Registern auf vier Manualen und Pedal zu errichten, unter Wiederverwendung von 33 vorhandenen Registern. Das Werk wurde in dem ursprünglichen Gehäuse aufgestellt, welches nach hinten, d. h. zur Wand des Kirchenschiffs hin erweitert wurde. 1857 wurde die Orgel eingeweiht. 1928–1930 wurde das Instrument erneut reorganisiert und um 17 Register erweitert, und in den Jahren 1991–1993 von dem Orgelbauer Jean Renaud (Nantes) in den Zustand von 1857 zurückversetzt. Die Orgel hat heute 58 Register auf vier Manualen und Pedal. Die Spiel- und Registertrakturen sind mechanisch.
| I Bombardewerk C–g3 |                  |     |
| 1.                  | Flûte            | 16′ |
| 2.                  | Bourdon          | 16′ |
| 3.                  | Bourdon          | 8′  |
| 4.                  | Flûte harmonique | 8′  |
| 5.                  | Prestant         | 4′  |
| 6.                  | Flûte octaviante | 4′  |
| 7.                  | Octavin          | 2′  |
| 8.                  | Cornet V         | V   |
| 9.                  | Bombarde         | 16′ |
| 10.                 | 1re Trompette    | 8′  |
| 11.                 | 2e Trompette     | 8′  |
| 12.                 | Clairon          | 4′  |

| II Grand Orgue C–g3 |              |     |
| 13.                 | Montre       | 16′ |
| 14.                 | Bourdon      | 16′ |
| 15.                 | Gambe        | 16′ |
| 16.                 | Montre       | 8′  |
| 17.                 | Gambe        | 8′  |
| 18.                 | Bourdon      | 8′  |
| 19.                 | Prestant     | 4′  |
| 20.                 | Octave       | 4′  |
| 21.                 | Doublette    | 2′  |
| 22.                 | Fourniture V |     |
| 23.                 | Cymbale IV   |     |
| 24.                 | Trompette    | 8′  |
| 25.                 | Clarinette   | 8′  |
| 26.                 | Clairon      | 4′  |

| III Positif C–g3 |               |       |
| 27.              | Quintaton     | 16′   |
| 28.              | Montre        | 8′    |
| 29.              | Bourdon       | 8′    |
| 30.              | Salicional    | 8′    |
| 31.              | Prestant      | 4′    |
| 32.              | Dulciane      | 4′    |
| 33.              | Quinte        | 2 ⁄3′ |
| 34.              | Doublette     | 2′    |
| 35.              | Plein Jeu III |       |
| 36.              | Trompette     | 8′    |
| 37.              | Cromorne      | 8′    |
| 38.              | Clairon       | 4′    |

| IV Récit expressif C–g3 |                 |    |
| 39.                     | Flûte harm.     | 8′ |
| 40.                     | Violoncelle     | 8′ |
| 41.                     | Quintaton       | 8′ |
| 42.                     | Voix céleste    | 8′ |
| 43.                     | Flûte octav.    | 4′ |
| 44.                     | Viole           | 4′ |
| 45.                     | Octavin         | 2′ |
| 46.                     | Cornet V        |    |
| 47.                     | Trompette       | 8′ |
| 48.                     | Basson-Hautbois | 8′ |
| 49.                     | Cor anglais     | 8′ |
| 50.                     | Voix humaine    | 8′ |
|                         | Tremblant       |    |

| Pédale C–f3 |           |     |
| 51.         | Quintaton | 32′ |
| 52.         | Flûte     | 16′ |
| 53.         | Flûte     | 8′  |
| 54.         | Flûte     | 4′  |
| 55.         | Bombarde  | 16′ |
| 56.         | Basson    | 16′ |
| 57.         | Trompette | 8′  |
| 58.         | Clairon   | 4′  |

Die Chororgel wurde 1879 von dem Orgelbauer Aristide Cavaillé-Coll erbaut. Das Instrument befindet sich versteckt hinter dem Hauptaltar. Es hat 14 Register auf zwei Manualen, die jeweils schwellbar angelegt sind. Das Pedal ist angehängt, hat keine eigenen Register. Die Spiel- und Registertrakturen sind mechanisch.
| I Grand Orgue C–g3 |           |     |
| 1.                 | Bourdon   | 16′ |
| 2.                 | Principal | 8′  |
| 3.                 | Bourdon   | 8′  |
| 4.                 | Prestant  | 4′  |
| 5.                 | Plein-Jeu |     |
| 6.                 | Trompette | 8′  |
| 7.                 | Clairon   | 4′  |

| II Récit expressif C–g3 |                   |    |
| 8.                      | Flûte traversière | 8′ |
| 9.                      | Viole de gambe    | 8′ |
| 10.                     | Voix céleste      | 8′ |
| 11.                     | Flûte octaviante  | 4′ |
| 12.                     | Octavin           | 2′ |
| 13.                     | Basson-Hautbois   | 8′ |
| 14.                     | Voix humaine      | 8′ |
|                         | Tremblant         |    |

| Pedal C–f1  |
| (angehängt) |

- Koppeln: II/I, I/P, II/P

## Glockenspiel

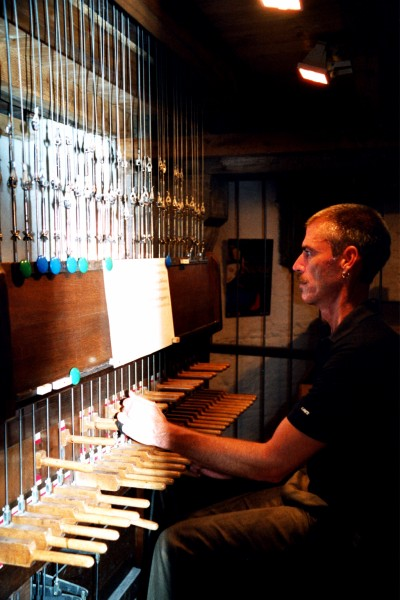
Carillonneur Brian Swager (San Francisco, USA) spielt das historische Amédée Bollée Carillon der Kathedrale von Perpignan

Die Kathedrale besitzt ein Carillon mit 46 Glocken, das 1878 von Amédée Bollée in Le Mans gegossen wurde.